# Bomberman Max 2
Bomberman Max 2 est un jeu vidéo d'action développé par Hudson Soft. Il est sorti en 2002 au Japon et aux États-Unis et en 2003 en Europe sur Game Boy Advance, et fait suite à Bomberman Max sorti sur Game Boy Color en 1999.
Deux versions différentes sont sorties au même moment : la version bleue Bomberman Max 2: Blue Advance où le joueur contrôle Bomberman, et la version rouge Bomberman Max 2: Red Advance où le joueur contrôle Max.

## Accueil
- Jeux vidéo Magazine : 6/20[2]
- Jeuxvideo.com : 12/20[3]